# Anna Pinnock
Anna Pinnock é uma diretora artística estadunidense. Indicada ao Oscar por quatro vezes, venceu em 2015 pelo filme The Grand Budapest Hotel, de Wes Anderson.

## Filmografia
- Gosford Park (2002)
- Life of Pi (2012)
- The Grand Budapest Hotel (2014)
- Into the Woods (2015)
- Fantastic Beasts and Where to Find Them (2016)